# Суперкубок Англии по футболу 1991
Суперкубок Англии по футболу 1991 года (англ. 1991 FA Charity Shield) — 69-й розыгрыш Суперкубка Англии, ежегодного футбольного матча, в котором встречаются чемпионы Первого дивизиона Футбольной лиги и обладатели Кубка Англии предыдущего сезона. Игра состоялась 10 августа 1991 года на стадионе «Уэмбли». В ней встретились лондонский «Арсенал», который стал чемпионом Первого дивизиона футбольной лиги Англии 1990/1991, и «Тоттенхэм Хотспур», который стали обладателем Кубка Англии сезона 1990/1991. Это было двенадцатое участие «Арсенала» в Суперкубке Англии и девятое — для «Тоттенхэм Хотспур».
Поскольку ни одна из команд не смогла забить на протяжении 90 минут, матч завершился вничью, что означало, что каждая из команд стала обладателем трофея на шесть месяцев каждая. Это был последний Суперкубок, в котором было применёно правило «разделённой победы» обоих клубов.

## Предыстория
«Арсенал» получил право на участие в Суперкубке 1991 года благодаря победе в Первом дивизионе Футбольной лиги сезона 1990/1991, проиграв только один матч в сезоне — на выезде «Челси». Это было одиннадцатое участие клуба в Суперкубке. «Канониры» выиграл семь розыгрышей (1930, 1931, 1933, 1934, 1938, 1948, 1953) и проиграл четыре (1935, 1936, 1979, 1989). «Тоттенхэм Хотспур» получил право, благодарю победе над «Ноттингем Форестом» со счетом 2:1 в финале Кубка Англии 1991 года. «Шпоры» участвовали в девяти Суперкубках, выиграв четыре из них (1921, 1951, 1961, 1962), разделив два (1967, 1981) и проиграв два (1920, 1982).
Последняя встреча между двумя командами состоялась в Кубке Англии. «Тоттенхэм» выиграл со счетом 3–1 в полуфинале на стадионе «Уэмбли». « Хотспур» был единственным соперником в национальном чемпионате, который избежал поражения от «Арсенала»: оба матча завершились безголевыми ничьими. Тренер Питер Шривз отметил важность матча, учитывая, что это было Северолондонское дерби, но подчеркнул, что «в этом сезоне будут более важные цели». Это была первая встреча лондонских клубов за 83-летнюю историю турнира. Это был последний раз, когда обе команды разделили трофей, поскольку год спустя были введены новые правила, которые разрешали дополнительное время и впоследствии серию пенальти в случае ничьи в основное время.

## Отчёт о матче
| Арсенал | 0:0 | Тоттенхэм Хотспур |
| ------- | --- | ----------------- |
|         |     |                   |

| Арсенал | Тоттенхэм Хотспур |

| GK              | 1  | Дэвид Симен        |              |     |
| LB              | 3  | Найджел Уинтерберн |              |     |
| CB              | 5  | Дэвид О’Лири       |              |     |
| CB              | 6  | Тони Адамс (к)     |              |     |
| RB              | 2  | Ли Диксон          |              |     |
| LM              | 10 | Пол Мерсон         |              |     |
| CM              | 4  | Дэвид Хиллер       |              |     |
| CM              | 8  | Пол Дэвис          |              |     |
| RM              | 7  | Дэвид Рокасл       | Предупреждён | 79' |
| CF              | 9  | Алан Смит          |              |     |
| CF              | 11 | Кевин Кэмпбелл     |              | 79' |
| Запасные:       |    |                    |              |     |
| GK              |    | Алан Миллер        |              |     |
| DF              |    | Энди Линигхан      |              |     |
| MF              | 14 | Майкл Томас        |              | 79' |
| MF              |    | Сигурдсон Йонссон  |              |     |
| CF              | 15 | Энди Коул          |              | 79' |
| Главный тренер: |    |                    |              |     |
| Джордж Грэм     |    |                    |              |     |

| GK              | 1  | Эрик Торстведт   |              |
| LB              | 3  | Пэт Ван Ден Хауи | Предупреждён |
| CB              | 4  | Стив Седгли      |              |
| CB              | 6  | Гари Маббутт (к) |              |
| RB              | 2  | Терри Феник      |              |
| LM              | 11 | Пол Аллен        |              |
| CM              | 5  | Дэвид Хауэллс    |              |
| CM              | 9  | Винни Самвейс    |              |
| RM              | 8  | Найим            |              |
| SS              | 7  | Пол Стюарт       |              |
| CF              | 10 | Гари Линекер     |              |
| Запасные:       |    |                  |              |
| GK              |    | Иан Уокер        |              |
| DF              |    | Иан Хендон       |              |
| DF              |    | Гудни Бергссон   |              |
| DF              |    | Джастин Эдинбург |              |
| CF              |    | Пол Уолш         |              |
| Главный тренер: |    |                  |              |
| Питер Шривз     |    |                  |              |

| Регламент матча: - 90 минут основного времени. - Пять запасных с каждой стороны. - Максимальное количество замен — по три с каждой стороны. |

Расшифровка позиций:

GK — вратарь; RB — правый защитник; СВ — центральный защитник; LB — левый защитник; SW — свипер (свободный защитник); RM — правый полузащитник; CM — центральный полузащитник; LM — левый полузащитник; AM — атакующий полузащитник; SS — оттянутый нападающий; CF — центральный нападающий; DF — защитник; MF — полузащитник; FW — нападающий.

## После матча
Несмотря на ничью, Шривз был доволен игрой своей команды. Он считал, что новая схема 4–5–1, примененная в матче, была «системой, которая подходит нам лучше всего», но признал, что полузащите нужно было больше делать для поддержки Линекера в атаке. Тренер «Арсенала» Джордж Грэм согласился, что его команда сыграла в первом тайме ниже своего обычного стандарта, признав, что его команде нужно «работать над ... завершением», чтобы использовать своё территориальное преимущество.